# Coupe d'Afrique de rugby à XV 2011
Navigation
Coupe d'Afrique 2010 Coupe d'Afrique 2012
La Coupe d'Afrique de rugby à XV 2011 est une compétition organisée par la Confédération africaine de rugby qui oppose les 16 meilleures nations africaines. Elle se termine par la victoire du Kenya, vainqueur en finale de la Tunisie sur le score de 16 à 7.

## Équipes engagées
| Rang RA | Rang WR | Équipe  | Participation (Pre) | Meilleur résultat            |
| ------- | ------- | ------- | ------------------- | ---------------------------- |
| 1       | 21      | Namibie | Forfait             | Vainqueur (2002, 2004, 2009) |
| 2       | 26      | Maroc   | Forfait             | Vainqueur (2003, 2005)       |
| 3       | 35      | Kenya   | 07e (2003)          |                              |
| 4       | 36      | Tunisie | 10e (2000)          | Finaliste (2002, 2009)       |

| Division 1B - Ouganda - Côte d'Ivoire - Madagascar - Zimbabwe | Division 1C - Sénégal - Botswana - Cameroun - Zambie | Division 1D - Eswatini - Maurice - Nigeria - Tanzanie |

## Division 1A
Les matchs auraient dû se dérouler sous forme d'un tournoi organisé au Kenya à Nairobi en juillet 2011. Le Maroc et la Namibie sont forfaits pour l'ensemble de la compétition. Une finale est organisée le 12 novembre 2011 entre le Kenya et la Tunisie.

### Classement
| Rang | Nation  | J | V | N | D | Pm | Pe | Diff | Pts |
| ---- | ------- | - | - | - | - | -- | -- | ---- | --- |
| 1    | Kenya   | 1 | 1 | 0 | 0 | 0  | 0  | 0    | 0   |
| 2    | Tunisie | 1 | 0 | 0 | 1 | 0  | 0  | 0    | 0   |
| 3    | Maroc   | 0 | 0 | 0 | 0 | 0  | 0  | 0    | 0   |
| 4    | Namibie | 0 | 0 | 0 | 0 | 0  | 0  | 0    | 0   |

|  | Vainqueur (no 1).                     |
|  | Relégués en Division 1B (no 3, no 4). |

#### Finale
| 12 novembre 2011 | Kenya | 16 – 7 (6 – 7) | Tunisie | RFUEA Ground, Nairobi Arbitre : G. Masenda |
| 12 novembre 2011 |       |                |         | RFUEA Ground, Nairobi Arbitre : G. Masenda |
| 12 novembre 2011 |       |                |         | RFUEA Ground, Nairobi Arbitre : G. Masenda |

## Division 1B
La Côte d'Ivoire est forfait pour l'ensemble du tournoi qui se déroule à Kampala en Ouganda du 12 juillet au 18 juillet 2011. Le Zimbabwe remporte la compétition et est promu en Division 1A en compagnie de l'Ouganda.

### Classement
| Rang | Nation        | J | V | N | D | Pm | Pe | Diff | Pts |
| ---- | ------------- | - | - | - | - | -- | -- | ---- | --- |
| 1    | Zimbabwe      | 2 | 2 | 0 | 0 | 0  | 0  | 0    | 0   |
| 2    | Ouganda       | 2 | 1 | 0 | 1 | 0  | 0  | 0    | 0   |
| 3    | Madagascar    | 2 | 0 | 0 | 2 | 0  | 0  | 0    | 0   |
| 4    | Côte d'Ivoire | 0 | 0 | 0 | 0 | 0  | 0  | 0    | 0   |

|  | Promus en Division 1A (no 1, no 2). |
|  | Relégué en Division 1C (no 4).      |

### Détails des résultats
| 12 juin 2011 | Zimbabwe | 25 – 15 | Ouganda | Kampala |
| 12 juin 2011 |          |         |         | Kampala |
| 12 juin 2011 |          |         |         | Kampala |

| 15 juin 2011 | Zimbabwe | 49 – 0 | Madagascar | Kampala |
| 15 juin 2011 |          |        |            | Kampala |
| 15 juin 2011 |          |        |            | Kampala |

| 18 juin 2011 | Ouganda | 58 – 30 | Madagascar | Kampala |
| 18 juin 2011 |         |         |            | Kampala |
| 18 juin 2011 |         |         |            | Kampala |

## Division 1C
Les matchs se disputent sous forme de tournoi organisé au Cameroun à Yaoundé du 21 juin au 25 juin 2011. Le Sénégal est promu en Division 1B à l'issue de la compétition et le Botswana est rétrogradé en Division 1D.

### Tableau
|  | Demi-finales         | Demi-finales         |                        |    | Finale               | Finale               |
|  | Demi-finales         | Demi-finales         |                        |    | Finale               | Finale               |
|  |                      |                      |                        |    |                      |                      |
|  | le 21 juin à Yaoundé | le 21 juin à Yaoundé |                        |    | le 25 juin à Yaoundé | le 25 juin à Yaoundé |
|  | le 21 juin à Yaoundé | le 21 juin à Yaoundé |                        |    | le 25 juin à Yaoundé | le 25 juin à Yaoundé |
|  | Sénégal              | 30                   |                        |    | le 25 juin à Yaoundé | le 25 juin à Yaoundé |
|  | Sénégal              | 30                   |                        |    | le 25 juin à Yaoundé | le 25 juin à Yaoundé |
|  | Botswana             | 12                   |                        |    | le 25 juin à Yaoundé | le 25 juin à Yaoundé |
|  | Botswana             | 12                   | Sénégal                | 15 |                      |                      |
|  | le 21 juin à Yaoundé |                      | Sénégal                | 15 |                      |                      |
|  |                      | Cameroun             | 6                      |    |                      |                      |
|  | Cameroun             | Cameroun             | 6                      | 12 |                      |                      |
|  | Cameroun             |                      |                        | 12 |                      |                      |
|  | Zambie               | 10                   |                        |    |                      |                      |
|  | Zambie               | 10                   | Match pour la 3e place |    |                      |                      |
|  |                      |                      |                        |    |                      |                      |
|  | le 25 juin à Yaoundé |                      |                        |    |                      |                      |
|  |                      |                      |                        |    |                      |                      |
|  | Zambie               | 17                   |                        |    |                      |                      |
|  | Zambie               | 17                   |                        |    |                      |                      |
|  | Botswana             | 12                   |                        |    |                      |                      |
|  | Botswana             | 12                   |                        |    |                      |                      |

### Demi-finales
| 21 juin 2011 | Sénégal | 30 – 12 | Botswana | Yaoundé |
| 21 juin 2011 |         |         |          | Yaoundé |
| 21 juin 2011 |         |         |          | Yaoundé |

| 21 juin 2011 | Cameroun | 12 – 10 | Zambie | Yaoundé |
| 21 juin 2011 |          |         |        | Yaoundé |
| 21 juin 2011 |          |         |        | Yaoundé |

### Finale
| 25 juin 2011 | Sénégal | 15 – 6 | Cameroun | Yaoundé |
| 25 juin 2011 |         |        |          | Yaoundé |
| 25 juin 2011 |         |        |          | Yaoundé |

## Division 1D
Les matchs auraient dû se dérouler sous forme d'un tournoi organisé en Tanzanie en juillet 2011. Le Swaziland et la Tanzanie sont forfaits pour l'ensemble de la compétition. Une finale est organisée le 29 juillet 2011 entre le Nigeria et Maurice à Johannesburg. Maurice est promu en Division 1C à l'issue de la compétition.

### Finale
| 29 juillet 2011 | Maurice | 41 – 12 | Nigeria | Johannesburg |
| 29 juillet 2011 |         |         |         | Johannesburg |
| 29 juillet 2011 |         |         |         | Johannesburg |